# Noi aventuri pe vasul Poseidon
Noi aventuri pe vasul Poseidon (titlul original: în engleză Beyond the Poseidon Adventure) este un film de aventuri american, realizat în 1979 de regizorul Irwin Allen, după romanul omonim din 1978 al scriitorului Paul Gallico, protagoniști fiind actorii Michael Caine, Sally Field, Karl Malden și Telly Savalas. 

## Distribuție
- Michael Caine – căptanul Mike Turner
- Karl Malden – Wilbur Hubbard
- Sally Field – Celeste Whitman
- Telly Savalas – Dr. Stefan Svevo
- Paul Picerni – Kurt
- Patrick Culliton – Doyle
- Dean Raphael Ferrandini – Castrop
- Peter Boyle – Frank Mazzetti
- Angela Cartwright – Theresa Mazzetti
- Jack Warden – Harold Meredith
- Shirley Knight – Hannah Meredith
- Veronica Hamel – Suzanne Constantine
- Shirley Jones – infirmiera Gina Rowe
- Slim Pickens – Dewey „Tex” Hopkins
- Mark Harmon – operatorul Larry Simpson